# Lijst van voetbalinterlands Denemarken - Rusland
Deze lijst van voetbalinterlands is een overzicht van alle officiële voetbalwedstrijden tussen de nationale teams van Denemarken en Rusland. De landen speelden tot op heden twee keer tegen elkaar. De eerste ontmoeting, een vriendschappelijke wedstrijd, werd gespeeld op 29 februari 2012 in Kopenhagen. Het laatste duel, een groepswedstrijd tijdens het Europees kampioenschap voetbal 2020, vond plaats in de Deense hoofdstad op 21 juni 2021.

## Wedstrijden
| № | Plaats     | Datum            | Competitie        | Wedstrijd            | Uitslag |
| - | ---------- | ---------------- | ----------------- | -------------------- | ------- |
| 1 | Kopenhagen | 29 februari 2012 | Vriendschappelijk | Denemarken – Rusland | 0 – 2   |
| 2 | Kopenhagen | 21 juni 2021     | EK 2020           | Rusland – Denemarken | 1 – 4   |

## Samenvatting
| Competitie        | Totaal gespeeld | Winst Denemarken | Gelijk | Winst Rusland | Doelsaldo Denemarken – Rusland |
| ----------------- | --------------- | ---------------- | ------ | ------------- | ------------------------------ |
| EK-eindronde      | 1               | 1                | 0      | 0             | 4 − 1                          |
| Vriendschappelijk | 1               | 0                | 0      | 1             | 0 − 2                          |
| Totaal            | 2               | 1                | 0      | 1             | 4 - 3                          |

Wedstrijden bepaald door strafschoppen worden, in lijn met de FIFA, als een gelijkspel gerekend.

## Details

### Eerste ontmoeting
De eerste ontmoeting tussen de nationale voetbalploegen van Denemarken en Rusland vond plaats op 29 februari 2012. Het vriendschappelijke duel, bijgewoond door 13.593 toeschouwers, werd gespeeld in het Parken in Kopenhagen, Denemarken, en stond onder leiding van scheidsrechter István Vad uit Hongarije. Hij deelde geen gele kaarten uit. Het aanvangstijdstip was 19:45 uur. Bij Rusland maakte Dmitri Kombarov (Spartak Moskou) zijn debuut voor de nationale ploeg, terwijl doelman en aanvoerder Thomas Sørensen (Stoke City) zijn honderdste interland speelde voor Denemarken.
| Vriendschappelijk (Kopenhagen, Denemarken, 29 februari 2012): |              | |
| Denemarken | 0 – 2        | Rusland |
| | goals        | 4' Roman Sjirokov 45' Andrej Arsjavin |
| Morten Olsen | bondscoach   | Dick Advocaat |
| Thomas Sørensen Simon Poulsen 70' Simon Kjær Lars Jacobsen Andreas Bjelland Niki Zimling 76' William Kvist Michael Krohn-Dehli 46' Christian Eriksen 67' Dennis Rommedahl 46' Nicklas Bendtner 62' | opstellingen | Vladimir Gaboelov Sergej Ignasjevitsj Vasili Berezoetski Aleksandr Anjoekov Andrej Arsjavin 46' Konstantin Zyrjanov 63' Joeri Zjirkov 70' Roman Sjirokov 46' Alan Dzagojev Igor Denisov 46' Aleksandr Kerzjakov |
| Tobias Mikkelsen 46' Lasse Schöne 46' Mads Junker 62' Jakob Poulsen 67' Michael Silberbauer 70' Christian Poulsen 76' Stephan Andersen Daniel Wass Jores Okore                                     | wissels      | 46' Aleksandr Kokorin 46' Pavel Pogrebnjak 46' Dmitri Kombarov 63' Denis Gloesjakov 70' Dinijar Biljaletdinov Roman Sjisjkin Roman Pavljoetsjenko                                                               |